# Varaždinski apostol
Varaždinski apostol (srpski: Вараждински апостол; Varaždinski apostol – prema: grč. apostolos »poslanik«; apo »od« + stellein »slati«) je ručno pisana poslanica celjske grofice Katarine Branković, kćeri srpskog despota Đurđa Brankovića, koji je sastavljen u Varaždinu 1454. godine. Varaždinski apostol je najstarija sačuvana ćirilična knjiga napisana na području Hrvatske. Tekst apostola ispisan je u stilu resavske ortografije razvijenom u Manastiru Manasija s elementima raške i svetogorske kaligrafije. Danas se knjiga nalazi u stalnom postavu Muzeja Srpske pravoslavne crkve u Beogradu. U povodu 550 godišnjice sastavljanja apostola, Muzej Srpske pravoslavne crkve u Beogradu i Muzej Mitropolije zagrebačko-ljubljanske objavili su fototipsko izdanje apostola.

## Vanjske poveznice
- Varaždinski apostol na mrežnim stranicama Biskupijske knjižnice Varaždin